# Casper Jørgensen
Casper Jørgensen (født, d. 20 august 1985) er en tidligere professionel cykelrytter og OL-medaljevinder fra Danmark.
Nuværende træner for Danmarks banelandshold. Han vandt prisen som årets træner ved DR’s Sport 2019.

## Professionelle hold
- 2007 – Odense Energi (Danmark)
- 2008 – GLS – Pakke Shop (Danmark)
- 2009 – Team Capinordic (Danmark)
- 2010 – Designa Køkken – Blue Water (Danmark)

## Resultater

### 2009
- Verdensmester – 4000 m holdforfølgelsesløb (med Alex Rasmussen, Jens-Erik Madsen, Michael Mørkøv, Michael Færk Christensen)

### 2008
- Olympisk sølvmedalje, 4000 m holdforfølgelsesløb (med Alex Rasmussen, Jens-Erik Madsen, Michael Mørkov, Michael Færk Christensen)
- 2. plads verdensmesterskab – 4000 m holdforfølgelsesløb (med Alex Rasmussen, Jens-Erik Madsen, Michael Færk Christensen)
- Europamester, Bane, Parløb, Elite 2008 (med Michael Mørkov)